# Audrey (musikgrupp)
Audrey är en svensk musikgrupp som bildades 2001 i Henån, Orusts Kommun av Victoria Skoglund, Anna Tomlin, Emelie Molin och Rebecka Kristiansson. Deras musik jämförs ofta med Cat Power, Low, Björk och Karin Dreijer från The Knife.

## Medlemmar
- Victoria Skoglund
- Anna Tomlin
- Emelie Molin
- Rebecka Kristiansson

## Diskografi
- Audrey EP (2004)
- Visible Forms, album (2006), producerades av Paul Bothén
- The Fierce and the Longing, album (2008), producerades av Audrey och Mathias Oldén

Alla tre skivor har getts ut av A Tenderversion Recording.